# Sovač
Sovač (en serbe cyrillique : Совач) est un village de Serbie situé sur le territoire de la Ville de Valjevo, district de Kolubara. Au recensement de 2011, il comptait 106 habitants.

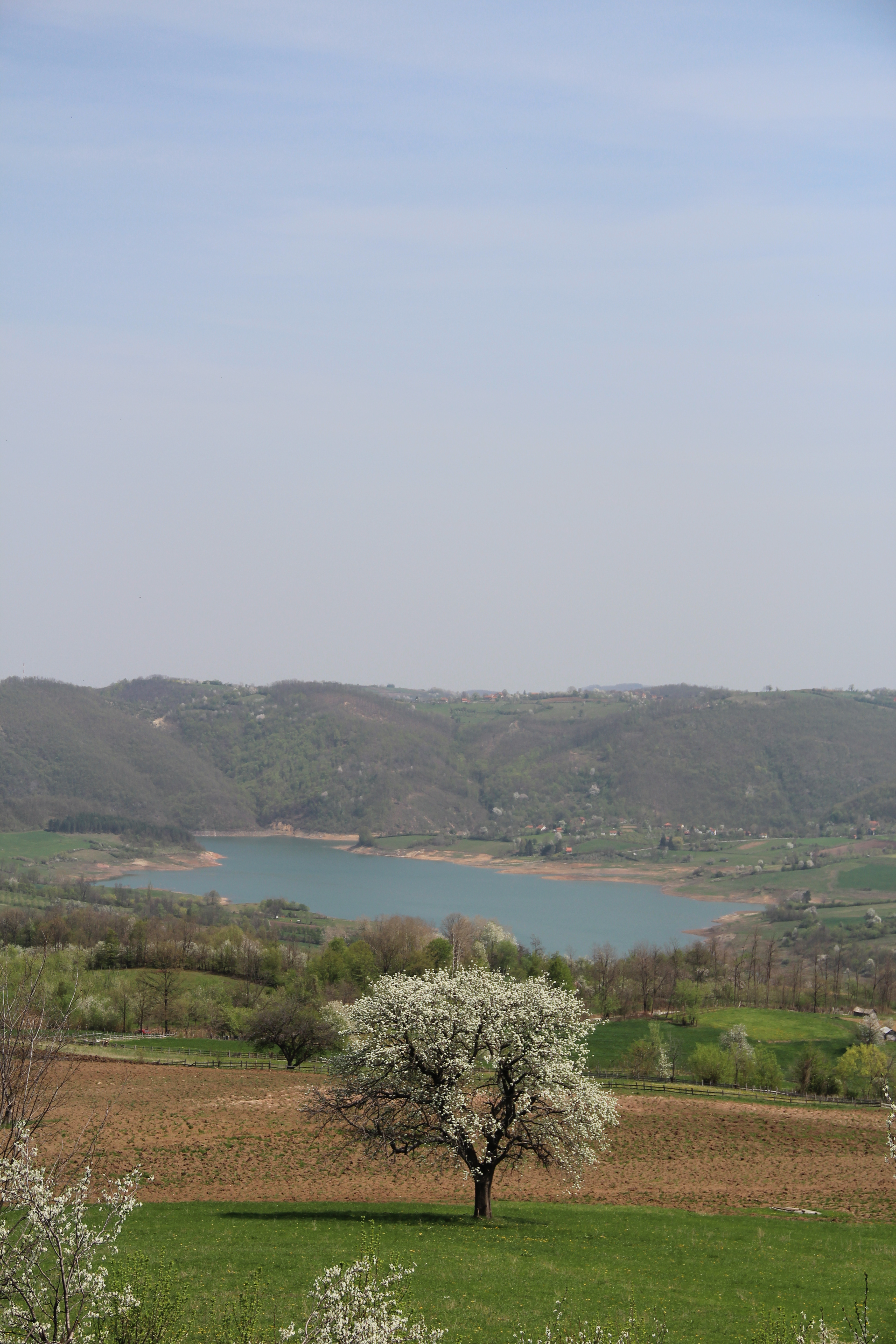
Sovač - panorama
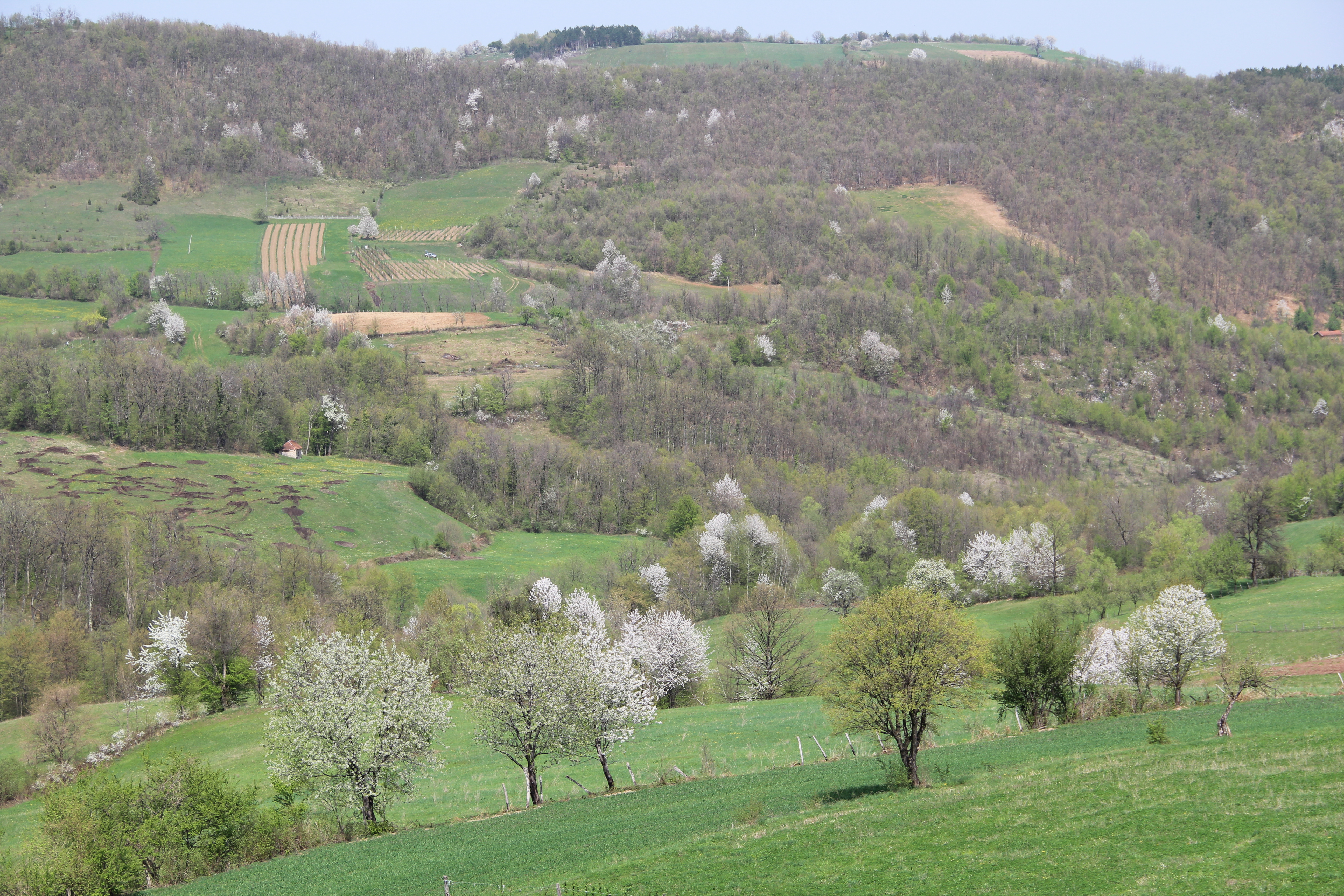
Sovač - panorama
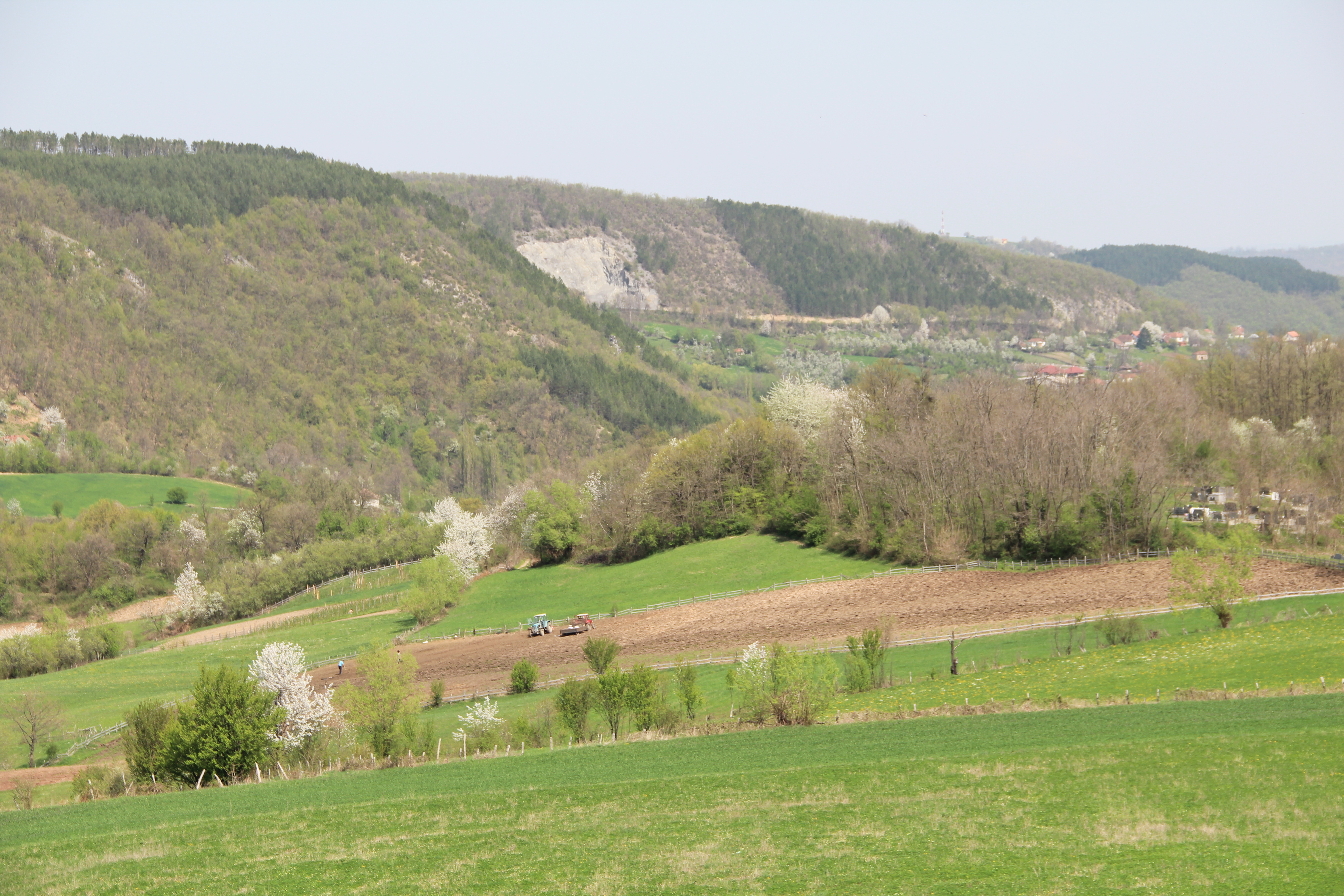
Sovač - panorama
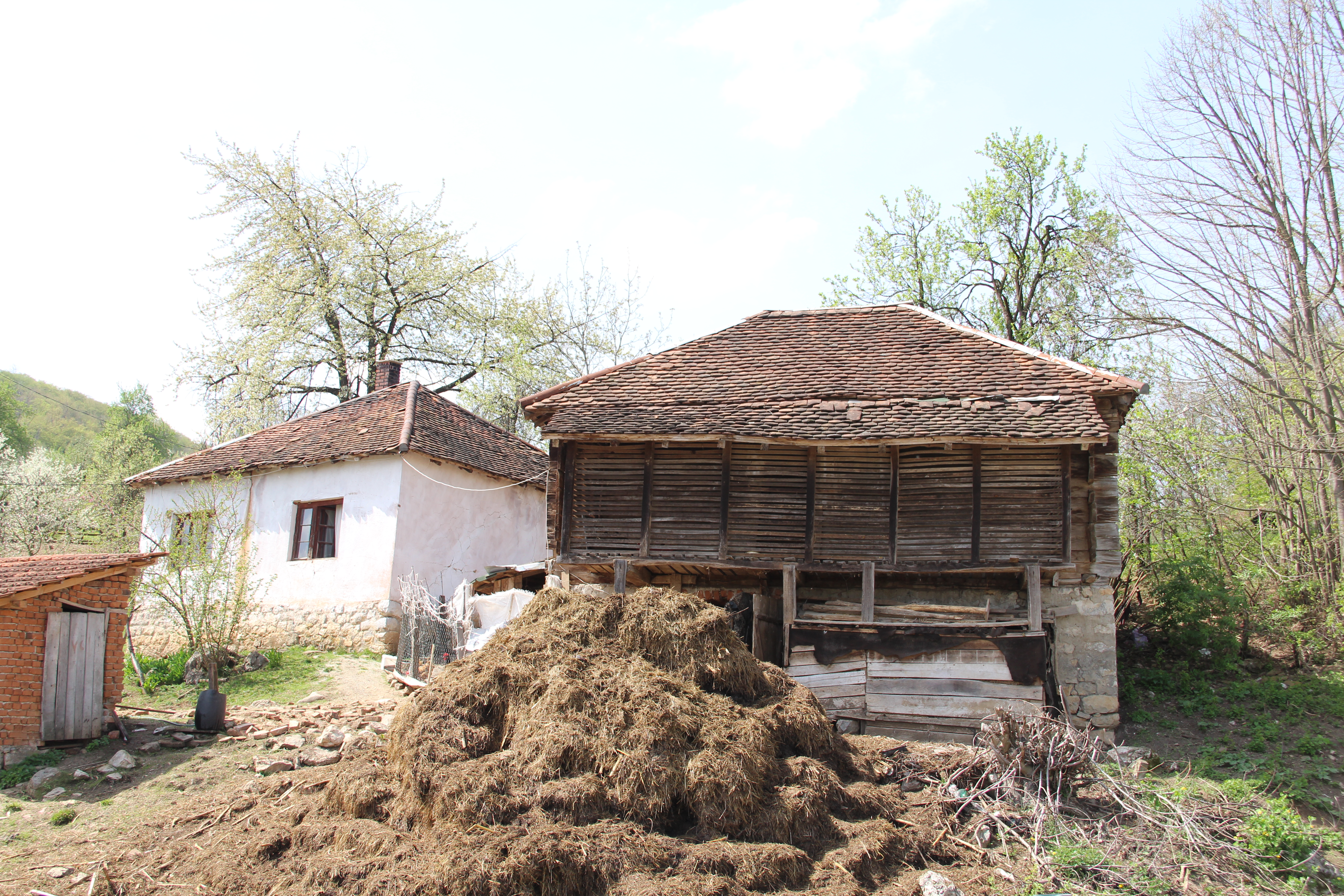
Sovač - panorama
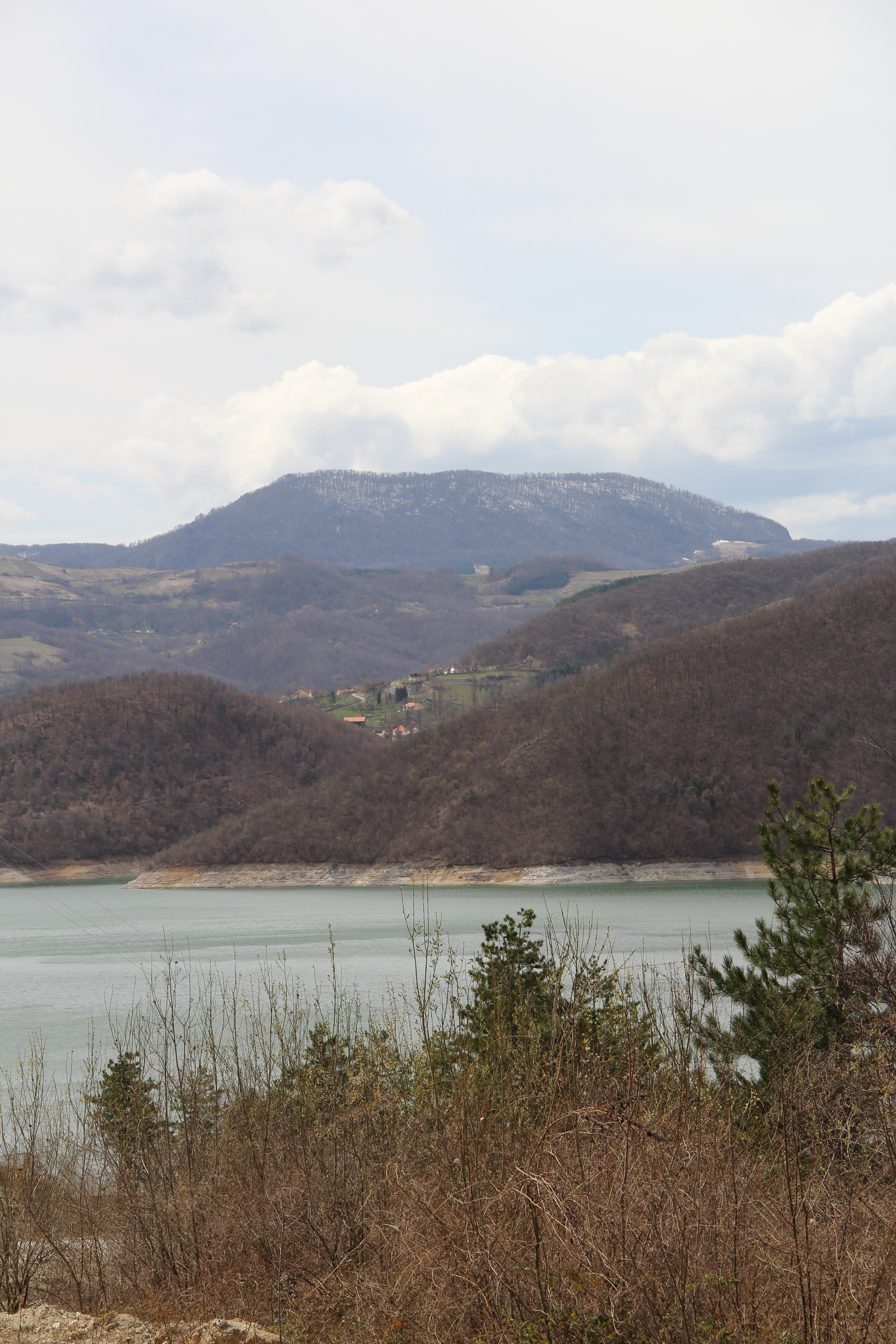
Sovač - panorama
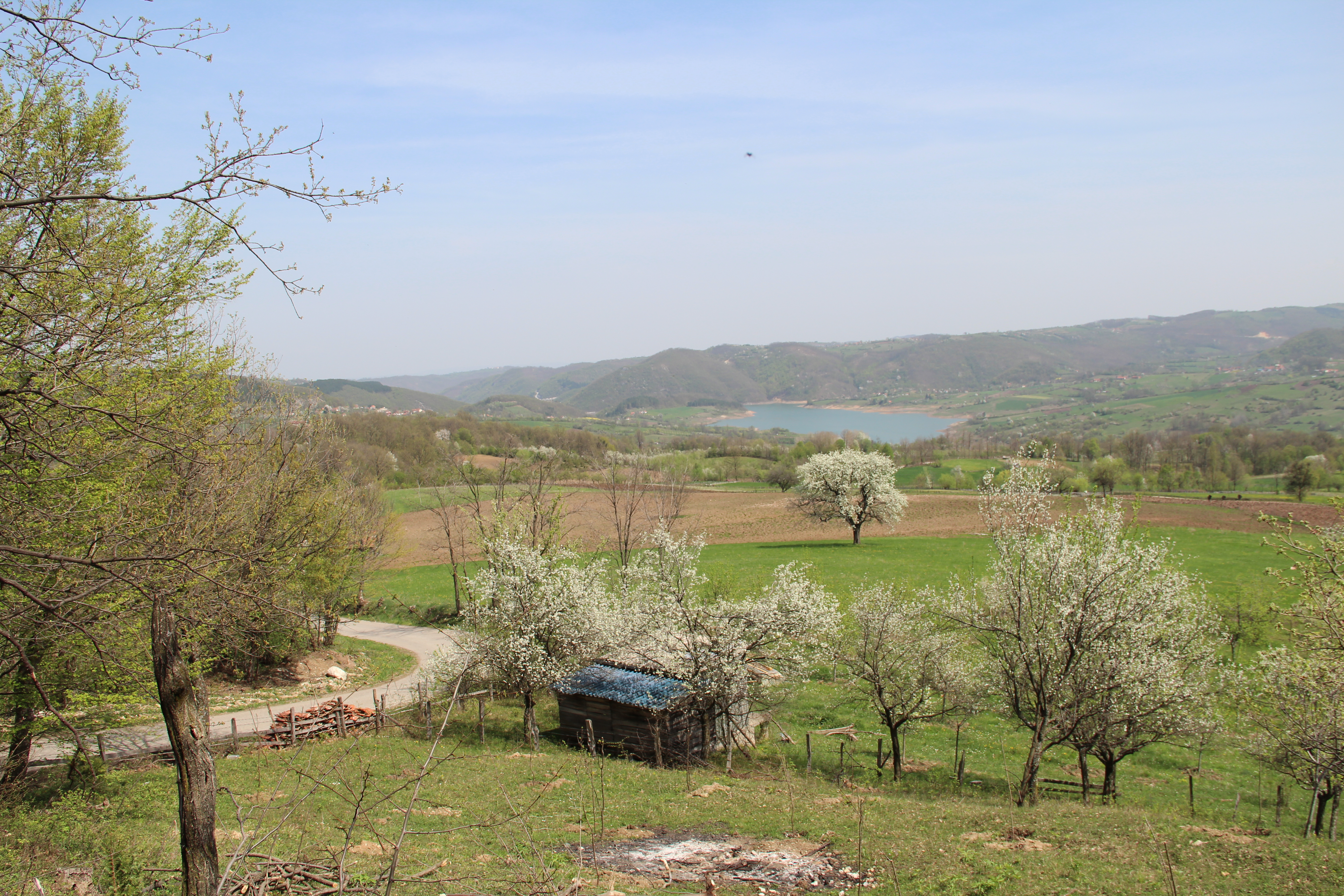
Sovač - panorama
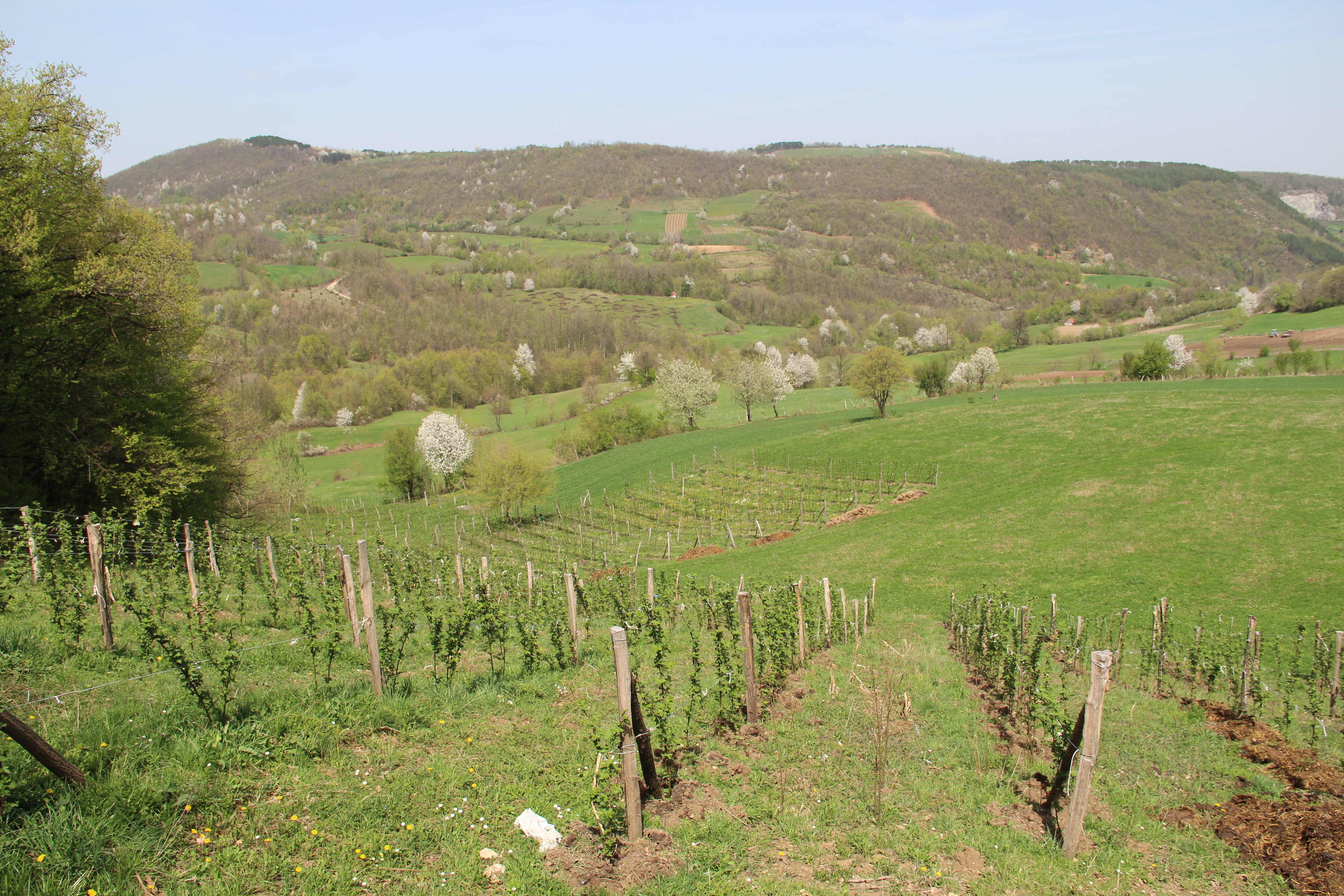
Sovač - panorama

## Démographie
| 1948 | 1953 | 1961 | 1971 | 1981 | 1991 | 2002 | 2011 |
| ---- | ---- | ---- | ---- | ---- | ---- | ---- | ---- |
| 360  | 338  | 287  | 234  | 195  | 165  | 133  | 106  |

|  |